# Kiki, el amor se hace
Kiki, el amor se hace es una película española de 2016 dirigida por Paco León y protagonizada por él, Candela Peña y Álex García, entre otros. Se trata de un remake de la película australiana de 2014 The Little Death, de Josh Lawson.

## Sinopsis

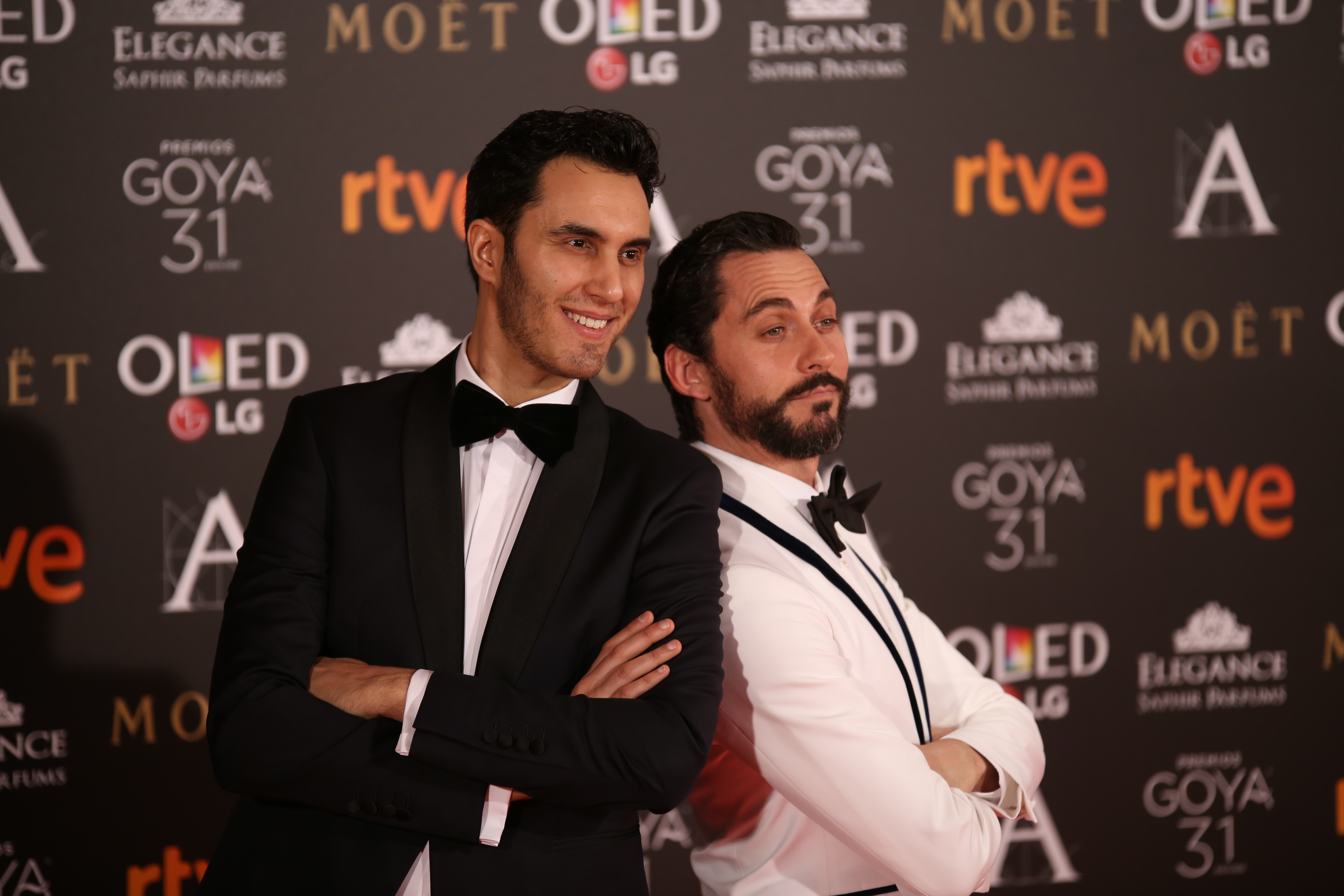
Fernando Pérez (guionista) y Paco León (director) en los premios Goya 2017.

Cinco parejas con sus respectivas filias se unen en esta película en la que los protagonistas tendrán que decidir cómo integran en sus vidas las diferentes formas de obtener placer en pleno verano madrileño.
Cinco historias de amor y de curiosas filias sexuales coinciden en un calenturiento verano madrileño. Dacrifilia, elifilia, somnofilia, dendrofilia y harpaxofilia son algunas de las particulares formas de obtener placer que descubren los protagonistas, pero para disfrutarlas tendrán que decidir cómo integrarlas en sus vidas. Sus sentimientos, sus miedos y sobre todo su sexualidad se transforman rompiendo tabúes, adentrándose en una etapa nueva, emocionante y libre donde no se reniega ni del placer ni del amor.

## Reparto
- Paco León: Paco
- Ana Katz: Ana
- Candela Peña: María Candelaria Rodríguez Costa
- Fernando Soto: Fernando
- Natalia de Molina: Natalia Figueroa y Dos Sicilias
- Belén Cuesta: Belén
- Luis Callejo: Antonio
- Luis Bermejo: José Luis
- Alexandra Jiménez: Sandra
- Mari Paz Sayago: Paloma
- David Mora: Rubén
- Álex García: Alejandro
- Mariola Fuentes: Mariqui
- Maite Sandoval: Maite

## Producción
La productora Vértigo, especializada en cine europeo e indie, produce la película junto con Telecinco Cinema y la distribuye. Encargó a Paco León el remake de la cinta australiana The Little Death, de la que tenían los derechos. Los ejecutivos de Telecinco y Paco León coinciden en que Kiki tiene poco que ver con la película en la que está basada, ya que tiene un guion más "luminoso" cuyas historias divierten a toda clase de público.
La película se filmó en Madrid, y la última secuencia se desarrolla en la célebre verbena de la Paloma.
La restricción de edad es recomendada para mayores de 16 años.

## Recaudación
Desde su estreno el 1 de abril de 2016, la película se situó en segunda posición de la taquilla española en su primer fin de semana y alcanzó el número uno en el Top 10 durante tres días consecutivos. En su segunda semana, incrementó su recaudación respecto a la de su lanzamiento en un 4%. Nueve semanas más tarde, a finales de mayo, la comedia se mantenía en el Top 10 y había sido vista por un millón de espectadores. Con buenas críticas en la prensa, se acercaba a los seis millones de euros de recaudación convirtiéndose en un éxito de la cartelera española.

## Premios y nominaciones
31.ª edición de los Premios Goya
| Categoría                                | Nominados                                                                        | Resultado |
| ---------------------------------------- | -------------------------------------------------------------------------------- | --------- |
| Mejor interpretación femenina de reparto | Candela Peña                                                                     | Nominada  |
| Mejor actriz revelación                  | Belén Cuesta                                                                     | Nominada  |
| Mejor guion adaptado                     | Paco León Fernando Pérez                                                         | Nominados |
| Mejor canción original                   | Alejandro Acosta Cristina Manjón David Borràs Paronella Marc Peña Rius Paco León | Nominados |